# شهرستان آرزگیرسکی
شهرستان آرزگیرسکی (روسی: Арзги́рский райо́н) یک شهرستان در سرزمین استاوروپول در کشور روسیه است.